# Selkäsaari (ö i Päijänne-Tavastland, Lahtis, lat 61,49, long 26,22)
Selkäsaari är en ö i Finland. Den ligger i sjön Iso Kuivajärvi och i kommunen Gustav Adolfs i den ekonomiska regionen  Lahtis ekonomiska region  och landskapet Päijänne-Tavastland, i den södra delen av landet, 160 km norr om huvudstaden Helsingfors. Öns uträckning är omkring 20 meter i nord-sydlig riktning. 

## Klimat
Trakten ingår i den boreala klimatzonen. Årsmedeltemperaturen i trakten är 1 °C. Den varmaste månaden är juli, då medeltemperaturen är 16 °C, och den kallaste är februari, med −15 °C.